# Clethra formosa
Clethra formosa är en tvåhjärtbladig växtart som beskrevs av E.Alfaro och J.F.Morales. Clethra formosa ingår i släktet Clethra och familjen Clethraceae. Inga underarter finns listade i Catalogue of Life.